# 塔斯科 (博亞卡省)
塔斯科是哥倫比亞的城鎮，位於該國東北部，由博亞卡省負責管轄，距離首府通哈115公里，始建於1577年10月15日，面積167平方公里，海拔高度2,571米，2005年人口6,707。
5°55′N 72°47′W / 5.917°N 72.783°W